# Łucz Władywostok
Łucz Władywostok (ros. «Луч» Владивосто́к) – rosyjski klub piłkarski z Władywostoku na dalekim wschodzie kraju.

## Historia
Drużyna piłkarska Łucz została założona we Władywostoku w 1958 roku, na bazie rozformowanego klubu Dinamo Władywostok (ros. «Динамо» Владивосток). 
Łucz występował w rozgrywkach ZSRR od 2 maja 1958 roku (tę datę przyjmuje się za powstanie klubu). Na początku grał w rozgrywkach B-klasy na Dalekim Wschodzie, które wygrał w 1965 i uzyskał awans do A-klasy. Łucz grał jedynie w rozgrywkach regionalnych przed reorganizacją ligi w 1972 roku.
Od 1972 do 1991 roku zespół z Władywostoku występował we wschodniej strefie Drugiej Ligi ZSRR (3. poziom). Najlepszym rezultatem było wicemistrzostwo ligi w 1984 roku.
W 1992 roku, po rozpadzie ZSRR, Łucz został wyznaczony do gry we wschodniej strefie Rosyjskiej Pierwszej Ligi i wygrał te rozgrywki, awansując w 1993 do Top Dywizji, w której zajął 15. miejsce i spadł.
Od 1994 do 1997 roku zespół występował w Pierwszej Dywizji, w 1998 spadł.
W 2003 klub zmienił nazwę na Łucz-Eniergija («Луч-Энергия») po pozyskaniu sponsora, kompanii energetycznej "Dalenergo"; wygrał rozgrywki wschodniej strefy Drugiej Dywizji i uzyskał awans do Pierwszej Dywizji.
W Pierwszej Dywizji drużyna z Władywostoku spędziła dwa sezony, wygrywając rozgrywki w 2005 i awansując do Priemjer-Ligi. W 2006 klub ukończył rozgrywki na 7 miejscu. W sezonie 2008 zajęli ostatnie (16.) miejsce i spadli do Pierwszej Dywizji.
Przed sezonem 2018/19 klub powrócił do historycznej nazwy Łucz.

## Osiągnięcia
- 3 miejsce w Klasie B ZSRR, grupie 6: 1961, 1962
- 1/16 finału Pucharu ZSRR: 1970
- 7 miejsce w Priemjer-Lidze: 2006
- 1/8 finału Pucharu Rosji: 2006